# Сліпун чудовий
Сліпун чудовий (Gerrhopilus mirus) — неотруйна змія з роду Gerrhopilus родини Gerrhopilidae.

## Опис
Загальна довжина досягає 12—14 см. Голова невелика. Морда округла. Очі редуковані, проте помітні. Передочні щитки невеликі, мають різний розмір. Носові щитки збільшені, розділені, не торкаються один одного. Тулуб хробакоподібний, дуже тонкий з 18 рядків луски. Також на тулубі є 298–360 подовжених лусочок.
Забарвлення спини темно—коричневе або чорне. Морда й анальний отвір жовтувато—кремового кольору. Черево блідо—кремового забарвлення. Хвіст сірий.

## Спосіб життя
Полюбляє лісову місцину, навіть інколи заповзає на дерева. Вдень ховається серед опалого чи гнилого листя, у ґрунті. Активний вночі. Харчується дрібними членистоногими та хробаками. При небезпеці здатен випускати з анального отвору сморідний запах.
Це яйцекладна змія.

## Розповсюдження
Це ендемік о.Шрі-Ланка.